# Goodbye June
Goodbye June (букв. «Прощай, июнь» или «Прощай, Джун») — предстоящий британский драматический фильм, режиссёра Кейт Уинслет, для которой фильм станет дебютом в режиссуре. Вместе с Уинслет роли в фильме исполняют Тони Коллетт, Джонни Флинн, Андреа Райзборо, Тимоти Сполл и Хелен Миррен.

## Сюжет
Создателями фильм описывается как вымышленная драма, действие которой происходит в Англии. Трогательная, но юмористическая история о том, как раздробленная группа братьев и сестёр объединяется в неожиданных и сложных обстоятельствах.

## В ролях
- Кейт Уинслет
- Тони Коллетт
- Джонни Флинн
- Андреа Райзборо
- Тимоти Сполл
- Хелен Миррен

## Производство
Фильм стал полнометражным дебютом для Кейт Уинслет в качестве режиссёра. Продюсеры — Кейт Соломон и Уинслет. Сценарий фильма написал Джо Андерс. Уинслет также исполнит в фильме главную роль. Также в актёрский состав вошли Тони Коллетт, Джонни Флинн, Андреа Райзборо, Тимоти Сполл и Хелен Миррен. Основные съёмки начались 17 марта 2025 года в Великобритании.